# Piper tuerckheimii
Piper tuerckheimii är en pepparväxtart som beskrevs av C. Dc.. Piper tuerckheimii ingår i släktet Piper och familjen pepparväxter. Inga underarter finns listade i Catalogue of Life.